# 상동초등학교 (경남)
상동초등학교는 대한민국 경상남도 밀양시 상동면 금산리에 있는 공립 초등학교이다.

## 학교 연혁
- 1929년 9월 10일 상동공립보통학교 개교
- 1995년 3월 1일 고정분교장 본교에 통합
- 1996년 3월 1일 상동초등학교로 교명 변경
- 1999년 3월 1일 안인분교장 본교에 통합
- 2012년 3월 1일 제26대 이태우 교장 취임
- 2013년 3월 1일 초, 중 통합
- 2013년 3월 1일 제1대 이태우 통합교장 취임(초 26대, 중 26대)
- 2015년 2월 12일 제81회 졸업식(총 5,492명)

## 참고 자료
- 상동초등학교 - 한국교육학술정보원 학교알리미